# Funkcja regularna
Funkcja regularna – wieloznaczny termin matematyczny, używany w analizie i geometrii algebraicznej.

## Analiza rzeczywista

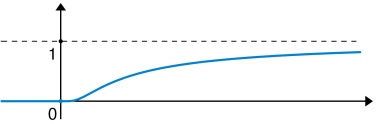
Wykres funkcji W zerze, tj. dla jest gładka (klasy), jednak nie jest tam analityczna (klasy), ponieważ jej wszystkie pochodne znikają.

### Definicja
Funkcja regularna to funkcja różniczkowalna określoną liczbę razy. Dokładniej:
Niech będzie dana funkcja {\displaystyle f\colon {\mathcal {U}}\to {}\mathbb {R} ,} gdzie {\displaystyle {\mathcal {U}}\subseteq {}\mathbb {R} ^{n}} oraz {\displaystyle k\in \mathbb {N} \cup \{\infty \}.}
Funkcję {\displaystyle f} nazywamy funkcją regularną rzędu  {\displaystyle k} na {\displaystyle {\mathcal {U}},} jeżeli:
- wszystkie pochodne cząstkowe funkcji {\displaystyle f} do rzędu {\displaystyle k} włącznie istnieją w całej dziedzinie {\displaystyle {\mathcal {U}}}
- pochodne te są ciągłe w całej dziedzinie {\displaystyle {\mathcal {U}}.}

Mówimy też, że funkcja jest klasy {\displaystyle C^{k}({\mathcal {U}})} i piszemy {\displaystyle f\in C^{k}({\mathcal {U}}).}
Regularność {\displaystyle f\in C^{0}} oznacza, że funkcja {\displaystyle f} jest ciągła. Funkcję {\displaystyle f\in C^{\infty }} nazywa się funkcją gładką; jest ona dowolnie wysokiej regularności, to znaczy istnieją pochodne wszystkich rzędów. Ponadto dla klasy funkcji analitycznych stosuje się oznaczenie {\displaystyle C^{\omega }.}
Niektórzy autorzy używają innych, słabszych definicji. Czasem funkcje regularne definiuje się szerzej – wystarczy, że pochodna funkcji jest ciągła przedziałami, a gładkość to pełna ciągłość pochodnej.

### Przykłady
1. Funkcja {\displaystyle f(x)\!=\!|x|,} gdzie {\displaystyle |x|} oznacza wartość bezwzględną, jest ciągła w każdym punkcie dziedziny rzeczywistej {\displaystyle \mathbb {R} ,} jednak pochodna {\displaystyle f'(0)} nie istnieje, więc {\displaystyle f} jest klasy {\displaystyle C^{0}(\mathbb {R} ).}
2. Funkcja:
 {\displaystyle f(x)={\begin{cases}x^{2}\sin {(1/x)}&{\text{dla }}x\neq 0,\\0&{\text{dla }}x=0\end{cases}}}
ma pochodną określoną w całej dziedzinie rzeczywistej {\displaystyle \mathbb {R} ,} ale pochodna {\displaystyle f'(0)} nie jest ciągła; zatem {\displaystyle f} jest klasy {\displaystyle C^{0}(\mathbb {R} ).}
3. Funkcja {\displaystyle f(x)=e^{5x}} jest różniczkowalna dowolnie wiele razy. Zatem {\displaystyle f\in C^{\infty },} czyli {\displaystyle f} jest gładka.

## Analiza zespolona
Funkcja regularna to funkcja analityczna i jednoznaczna na jakimś obszarze.